# Ель-Лоа (провінція)
Провінція Ель-Лоа (ісп. Provincia de El Loa) — провінція у Чилі у складі області Антофагаста. Адміністративний центр — Калама.
Провінція адміністративно розділена на 3 комуни.
Площа території провінції — 41 999,6 км². Населення — 143 689 жителів. Щільність населення — 3,42 осіб/км².

## Географія
Провінція розташована на північному сході області Антофагаста.
Провінція межує:
- На півночі — з провінцією Тамаругаль,
- На сході — з департаментом Потосі (Болівія),
- На південному сході — з провінцією Жужуй (Аргентина),
- На південному заході — з провінцією Антофагаста,
- На заході — з провінцією Токопілья.

## Адміністративний поділ
Провінція адміністративно розділена на 3 комуни:
- Калама. Адміністративний центр — Калама.
- Ольягуе. Адміністративний центр — Ольягуе.
- Сан-Педро-де-Атакама. Адміністративний центр — Сан-Педро-де-Атакама.

## Демографія
Згідно з відомостями, зібраними у ході перепису 2002 року Національним інститутом статистики (INE), населення провінції становить:
| Все населення | 143 689 осіб | 100 % |
| ------------- | ------------ | ----- |
| Міське        | 138 538      | 96,42 |
| Сільське      | 5151         | 3,58  |
| Чоловіки      | 73 970       | 51,48 |
| Жінки         | 69 719       | 48,52 |

Щільність населення — 3,42 осіб/км². Населення провінції становить 60,13 % від населення області і 0,95від населення всієї країни.

## Найбільші населені пункти
| № | Населений пункт      | Категорія | Населення осіб (2002) | Чоловіче населення осіб | Жіноче населення осіб | Територія км² |
| - | -------------------- | --------- | --------------------- | ----------------------- | --------------------- | ------------- |
| 1 | Калама               | місто     | 126135                | 64592                   | 61543                 | 18,21         |
| 2 | Чукікамата           | місто     | 10465                 | 5262                    | 5203                  | 4,7           |
| 3 | Сан-Педро-де-Атакама | селищк    | 1938                  | 995                     | 943                   | 1,61          |
| 4 | Токонао              | село      | 630                   | 309                     | 321                   |               |